# 35270 Molinari
35270 Molinari è un asteroide della fascia principale. Scoperto nel 1996, presenta un'orbita caratterizzata da un semiasse maggiore pari a 2,3872033 au e da un'eccentricità di 0,2434063, inclinata di 3,96129° rispetto all'eclittica.
L'asteroide è dedicato all'astronomo italiano Emilio Molinari.